# Phaetonvagn

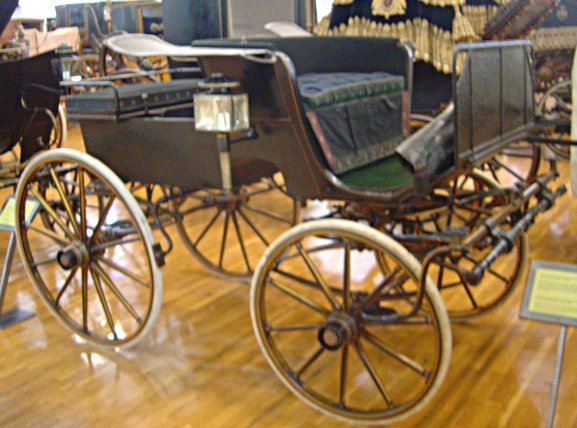
En Phaetonvagn från 1800-talet.

En phaetonvagn är en fyrhjulig hästdragen vagn som användes främst under 1800-talet när hästdragna fordon hade sin guldperiod. Phaetonvagnarna var sportiga, snabba och drogs av en, två eller till och med fyra körhästar. Phaetonvagnarna hade inga kuskbockar, och kördes således inte av en specifik kusk utan av ägaren. Än idag används phaetonvagnar i nöjeskörning och körtävlingar och även drottning Elizabeth II kördes i en elfenbensutsmyckad phaetonvagn på sin officiella födelsedag, kallat Trooping the Colour.

## Historia
Phaetonvagnen fick sitt namn från Phaethon, solguden Helios son, i den grekiska mytologin. Enligt legenden fick Phaethon låna sin fars solvagn men körde den för lågt och råkade sätta eld på Egypten, vilket gjorde att Egypten blev den öknen det är idag. Namnet var väl anpassat till vagnen som var snabb, sportig och ibland till och med farlig. 
Phaetonvagnen var väldigt populär under tidigt 1800-tal och ända in på 1900-talets första hälft. Phaetonvagnar användes både till privat bruk men även för att köra ut post i städerna, som taxifordon och för tävlingar. 

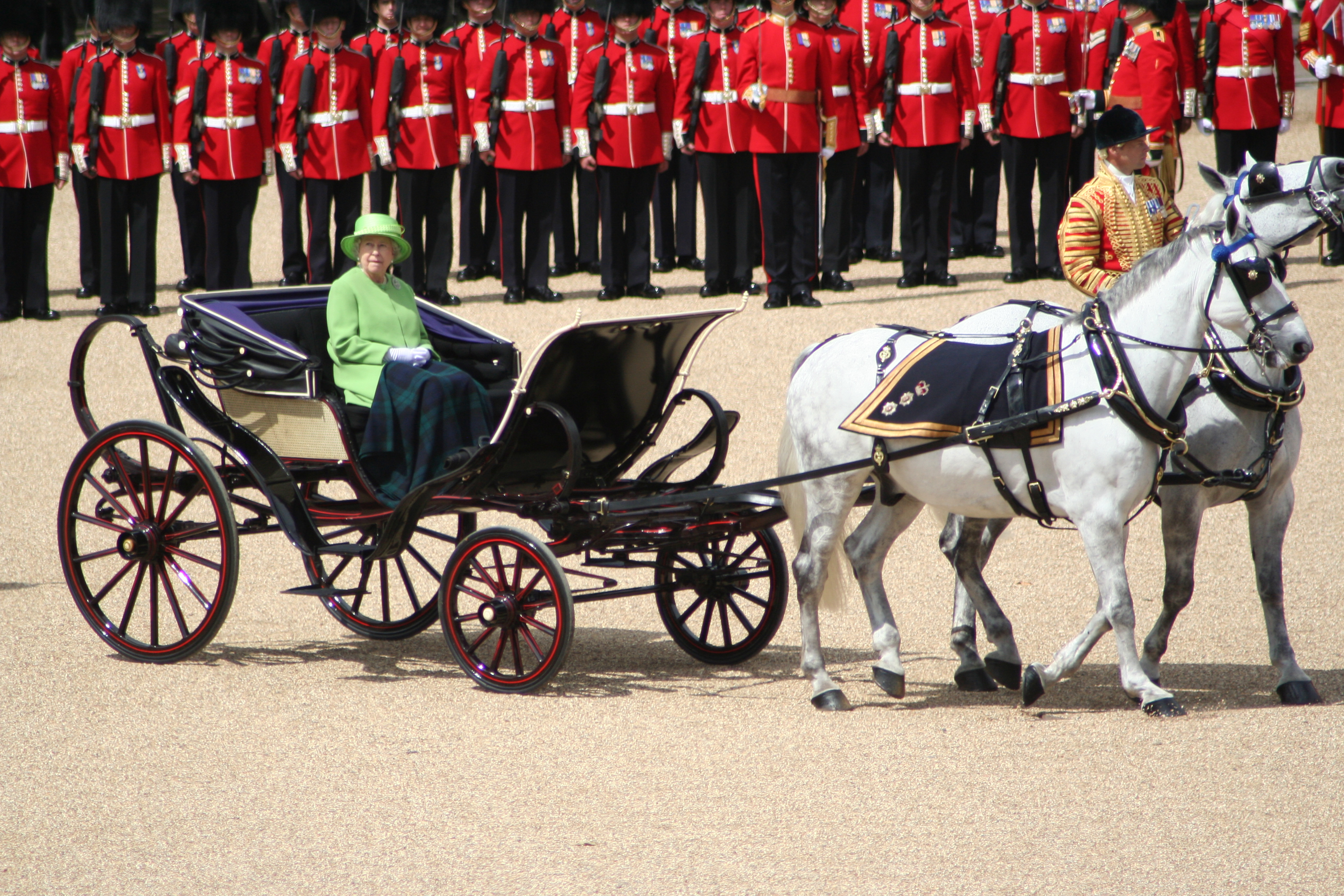
Under firandet av drottning Elizabeths officiella födelsedag, Trooping the colour, kördes Elizabeth runt i en Phaetonvagn med utsmyckningar av elfenben.

Efter Andra världskriget ersattes hästen och vagnen med bilar, fordon och mekaniska maskiner och idag är körning med häst och vagn ovanligt. Phaetonvagnarna är dock populära inom uppvisningar och i körtävlingar då den är snabb och sportig. 
Den absolut populäraste phaetonvagnen är den engelska drottning Elizabeth II:s vagn. Hennes phaetonvagn tillverkades 1842 åt hennes farfars farmor drottning Victoria. Vagnen är extravagant utförd, lackad i svart med röda detaljer på hjulen och underredet. Utsmyckningarna är av äkta elfenben och vagnen dras av extravaganta vita eller ljusgrå hästar, som kallas Windsor Greys. Vagnen användes varje juni under firandet av monarkens officiella födelsedag, där drottning kördes i vagnen under paraden som kallas Trooping the Colour.  
Phaetonvagnen har även inspirerat biltillverkare och flera bilmodeller har blivit uppkallade efter phaetonvagnen, till exempel Volkswagen Phaeton.

## Typer och utseende
Phaetonvagnarna kom i många olika utföranden och typer, men en typisk phaeton hade fyra, relativt stora hjul och den vanligaste typen hade inga väggar eller tak. Sidorna var helt öppna vid sidan av fotstöden. De flesta vagnar hade dock en högt ställd front som kunde skydda vid kraftiga inbromsningar. En del modeller hade även suffletter fram. Jump seat-modellen hade dock väggar gjorda av kraftigt tyg med "rullgardin" som dörr. 
Phaetonvagnarna hade även ett säte för två-tre personer längst fram i vagnen och ett mindre säte för högst två personer bak. Phaetonvagnarna utmärktes av att det inte fanns någon kuskbock och phaetonvagnen kördes aldrig av professionella kuskar utan av ägaren eller en av passagerarna. Vagnarna var högställda med små vagnskroppar och de flesta hade dålig fjädring i hjulen, vilket gjorde att vagnarna lätt tippade över och var obekväma att köra på ojämna vägar. 
Det fanns även många olika typer av phaetonvagnar:

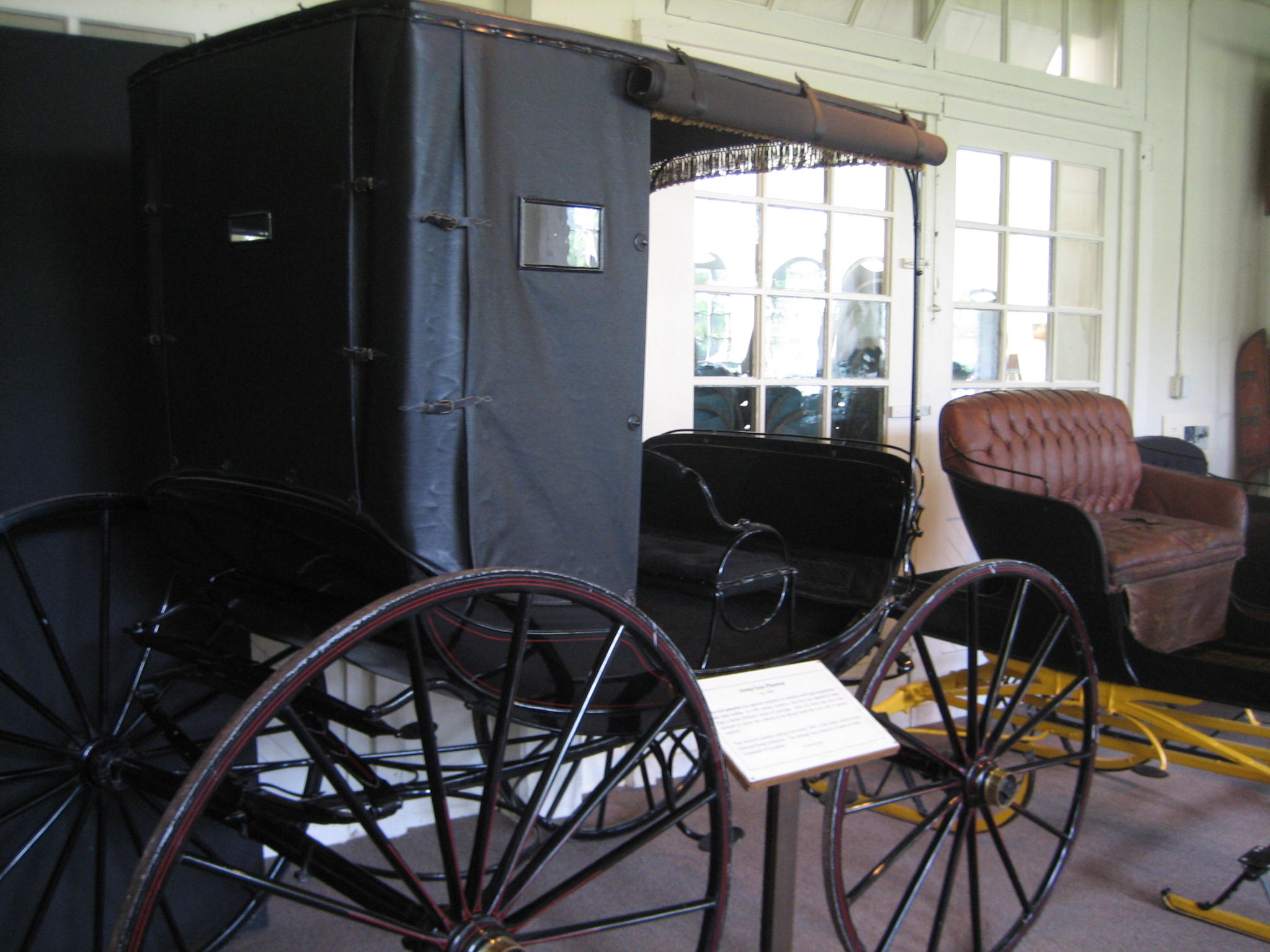
Jump Seat Phaeton var de enda Phaetonvagnarna med väggar av stark väv. Detta exemplar tillverkas ca 1860 och står på ett museum i Illinois, USA.

- High Flyer Phaeton var en extravagant och utsmyckad variant från England, främst använd av de rikaste.
- Damphaeton var en mycket lättare och mindre vagn som var mer lågställd och var främst avsedd att användas av damer.
- Park Phaeton var en mer genomtänkt variant för långsammare körning, till exempel i parker och på större torg.
- Spider Phaeton var en amerikansk variant. En lättare, mer högställd med ett täckt och skyddat säte fram och ett säte baktill för betjänter. Spider Phaeton var en vagn som främst användes av högt uppsatta och rika herrar.
- Mail Phaeton fick sitt namn från de phaetonvagnar som användes för att dela ut post, då de använde samma slags fjädring till hjulen. Dessa vagnar användes främst till att köra passagerare som hade bagage, då vagnen var stabilare och mer fjädrande.
- Stanhope Phaeton var en riktigt extravagant vagn, med höga säten och oftast en stängd rygg. Dessa användes främst till shower eller för uppvisning. Ibland användes de även på fester och tillställningar för att visa upp att man tillhörde en högre klass.
- Tilbury Phaeton var den enda phaetonvagnen som var tvåhjulig, lätt vagn med mycket bättre fjädring. Dessa användes främst vid snabb framkomst för en eller två personer och var populär bland läkare som var tvungna att ta sig fram snabbt.
- Jump Seat var den enda varianten som var känd för att ha väggar. Väggarna var gjorda av stark väv eller galon, eventuellt med små fönster. Dörrarna utgjordes av en "gardin" som rullades upp och ner. Framtill var vagnen helt öppen. Denna vagn användes främst vid dåligt väder.